# هونگ آیزاک
هونگ آیزاک (کره‌ای: 홍이삭؛ زادهٔ ۱۲ مه ۱۹۸۸) خواننده و ترانه‌پرداز اهل کره جنوبی است که بیشتر به خاطر کسب جایگاه اول در فصل سوم برنامه شبکه جی‌تی‌بی‌سی به نام سینگ اگین شناخته می‌شود. او در فصل اول برنامه سوپربند نیز حضور پیدا کرده است و برای مجموعه تلویزیونی ملکه‌ی اشک‌ها اواس‌تی «'Fallin» را خواند.